# Tripitaka
De Tripitaka (Sanskriet voor drie manden; Pali: Tipitaka) is de collectie vroegste geschriften van het boeddhisme.
De Tripitaka is tijdens de Eerste Boeddhistische Raadsvergadering samengesteld onder leiding van de monnik Mahakasyapa. De toenmalige versie kende echter maar twee manden, die beide voornamelijk uit de woorden van Boeddha bestaan:
1. de Suttapitaka, gereciteerd door de monnik Ananda;
2. de Vinayapitaka, gereciteerd door de monnik Upali.
3. Ongeveer 250 jaar later werd ook de Abhidhammapitaka toegevoegd die in de voorafgaande periode geleidelijk aan vorm kreeg en waaraan verschillende monniken hebben bijgedragen. Volgens de traditie is de Abhidhammapitaka rechtstreeks van Boeddha afkomstig, maar dit verhaal heeft waarschijnlijk geen grond in de werkelijkheid.

De Tripitaka zijn de belangrijkste geschriften in de theravada-tak van het boeddhisme.

## Bestaande versies van de Tripitaka

### Pali Canon
De Pali-canon is de Tripitaka die in de Theravadatraditie bewaard is gebleven. In het jaar 250 v.Chr. (ten tijde van Asoka) is de Pali-canon gesloten, wat inhoudt dat er nadien geen veranderingen of toevoegingen toegestaan werden. Mede hierdoor wordt de Pali-canon wel beschouwd als de canon die waarschijnlijk het meest lijkt op de oorspronkelijke Tripitaka van de Eerste Boeddhistische Raadsvergadering.

### Chinese Canon
Er bestaat ook een volledige Tripitaka in het Chinees, de Chinese Canon. Deze vertoont grote overeenkomsten met de Pali-canon, met name in de Vinayapitaka en de Suttapitaka. De Tripitaka van de Chinese Canon wordt ook wel als de Agamas aangeduid, omdat zij de term Agama gebruikt waar de Pali-canon de term Nikaya (als in Majjhima Nikaya) gebruikt.
De Chinese Canon bevat naast de Tripitaka ook vele Mahayana en Vajrayana soetra's, die vaak afkomstig zijn uit de periode na de 1e eeuw v.Chr. Over de Tripitaka van de Chinese Canon is nog relatief weinig bekend, omdat alleen maar gedeeltes ervan vertaald zijn naar het Engels.

### Tibetaanse Canon
De Kagyur in de Tibetaans boeddhistische canon bevat geen volledige versie van de Tripitaka. Alleen de Vinayapitaka en een Abhidhammapitaka zijn daar aanwezig. De soetra's van de Tibetaanse Canon zijn voornamelijk de Mahayana soetra's, die vanaf ongeveer 150 n.Chr. bestaan.

### Xi Xia
Ook in het rijk van Xi Xia, dat volledig vernietigd werd door de Mongolen, is een versie van de Tripitaka in het Tangut gedrukt.

### Zen
In zen beschikt men noch over een Vinayapitaka, noch over een Abhidhammapitaka. Men beschikt wel over een Suttapitaka, waarin zowel soetra's van de vroege boeddhistische scholen als van de Mahayana en Vajrayana zijn opgenomen.